# Xestia roseicosta
Xestia roseicosta là một loài bướm đêm trong họ Noctuidae.